# Yazid Ibn al-Muhallab
Yazid Ibn al-Muhállab (672-720) fue un gobernador provincial en la época de la dinastía Omeya y el progenitor de la familia Muhallábidas, que llegó a ser importante en los reinados de los primeros abasíes.
En el AH 78 (697-698 dC) al-Hajjaj Ibn Yusuf, virrey del Califato de las provincias orientales, nombró al padre de Yazid, al-Muhállab ibn Abi Súffrah como gobernador de Jorasán. En el AH 82 (701-702), el hijo de al-Muhállab, Mughírah murió y al-Muhállab envió a Yazid para sustituirle. Poco después, al-Muhállab murió y al-Hayyach nombró gobernador de Jorasán a Yazid. Allí, Yazid se enfrentó a enemigos externos e internos, incluidos algunos rebeldes que entraron en su provincia, que eran partidarios de Abd al-Rahman Ibn Muhammad Ibn al-Ash'az. Yazid los derrotó, tomó la fortaleza de Nizak e hizo las paces con él.
En el AH 85 (704-705) al-Hayyach reemplazó a Yazid y nombró a su hermano menor, al-Mufaddal gobernador de Jorasán. Varias razones se sugieren, entre ellas que al-Hayyach encontró una profecía de que su sucesor se llamaría Yazid y al-Hayyach consideraba a Yazid la única amenaza suficiente como para preocuparse. Al-Hayyach encarceló y torturó a Yazid. En el AH 90 (708-709) Yazid, disfrazado escapó y se dirigió a Palestina, donde le fue concedido refugio por Suleimán Ibn Abd al-Málik. Al-Hayyach presionó al califa al-Walid I, que mandó a su hermano que le enviara a Yazid encadenado. Suleimán hizo que su propio hijo, encadenado a Yazid, se acercara al califa y hablara en favor de la seguridad de Yazid. Al-Walid aceptó y le dijo a al-Hayyach que desistiera de su propósito. Yazid regresó con Suleimán y los dos estaban muy cerca el uno del otro.
Cuando Suleimán llegó al trono en el AH 96 (715), nombró a Yazid para gobernar Irak. Al año siguiente, le nombró gobernador de Jorasán. Yazid luchó en Jurjan y Tabaristán, participando personalmente en el combate. En el AH 99 (717-718), el nuevo califa Úmar Ibn Abd al-Aziz rechazó a Yazid debido a sus torturas contra la gente de los territorios conquistados, especialmente turcos y sogdianos. Yazid fue capturado cuando se dirigía a Basora y llevado ante Úmar, quien le odiaba intensamente, y le mandó encarcelar. En el AH 101 (719-720) cuando Úmar cayó enfermo, Yazid escapó y, poco después, Úmar murió.
Yazid se instaló en Basora, donde muchos se unieron a él, negándose a jurar lealtad al nuevo califa, Yazid II. Atacó a los que tenían prisioneros a sus hermanos, los derrotó y liberó a sus hermanos. Su hijo Khalid fue arrestado en Kufa y enviado a Damasco, donde permaneció en prisión hasta que murió. Yazid fue aconsejado ir hacia el este, pero se negó a seguir este consejo. En el AH 102 (720-721) Maslama ben Abd al-Malik Ibn-Marwan y al-Abbás ibn al-Walid llevaron fuerzas contra él. El 25 de agosto, las tropas de Maslamah avanzaron a la batalla, y algunos de los hombres de Yazid huyeron. Yazid decapitó a estos, y luego cargó directamente contra Maslamah, pero la caballería de Maslamah le interceptó y derribó.
La lucha continuó. En Wasit, el hijo de Yazid, Mu'awiyah, al enterarse de la muerte de su padre, ejecutó a algunos presos, incluido Adi Ibn Artat, el gobernador de Basran que había enviado a Yazid a Umar en el AH 99. Mu'awiyah y otros miembros supervivientes de la familia de Yazid navegaron a Baréin , entonces cerca de Kirman. Avanzaron a Qandabil, donde se les negó la entrada. Hubo una lucha gloriosa en la que murieron todos menos dos, los cuales se dirigieron a Zabulistan. Algunos muchachos capturados fueron enviados a Yazid II, que les decapitó.